# SM UC-10
SM UC-10 – niemiecki podwodny stawiacz min z okresu I wojny światowej, dziesiąty w kolejności okręt podwodny typu UC I. Zwodowany 15 lipca 1915 roku w stoczni Vulcan w Hamburgu, został przyjęty do służby w Kaiserliche Marine 17 lipca 1915 roku. W trakcie służby operacyjnej SM UC-10 odbył 30 patroli bojowych, podczas których postawił zagrody minowe, na których zatonęło 16 statków o łącznej pojemności 30 406 BRT i dwa okręty o łącznej wyporności 598 ton, a pięć statków o łącznej pojemności 16 627 BRT zostało uszkodzonych. SM UC-10 został zatopiony 21 sierpnia 1916 roku, storpedowany przez brytyjski okręt podwodny HMS E54.

## Projekt i budowa
Sukcesy pierwszych niemieckich U-Bootów na początku I wojny światowej (m.in. zatopienie brytyjskich krążowników pancernych HMS „Aboukir”, „Hogue” i „Cressy” przez U-9) skłoniły dowództwo Cesarskiej Marynarki Wojennej z admirałem Tirpitzem na czele do działań mających na celu budowę nowych typów okrętów podwodnych. Doceniając też wagę wojny minowej, 9 października 1914 roku ministerstwo marynarki zatwierdziło projekt małego podwodnego stawiacza min opracowanego przez Inspektorat Torped pod kierunkiem dr Wernera, oznaczonego później jako typ UC I.
Przyszły UC-10 zamówiony został 23 listopada 1914 roku jako dziesiąty z serii 15 okrętów typu UC I(numer projektu 35a, nadany przez Inspektorat U-Bootów), w ramach wojennego programu rozbudowy floty. Pierwsze 10 jednostek typu, w tym UC-10, zostało zbudowanych w stoczni Vulcan w Hamburgu. Stocznia, nie mając wcześniej doświadczenia w budowie okrętów podwodnych, oszacowała czas budowy okrętu na 5-6 miesięcy, i aby dotrzymać tego terminu musiała wstrzymać budowę torpedowców. UC-10 otrzymał numer stoczniowy 54 (Werk 54). Okręt został zwodowany 15 lipca 1915 roku.

## Dane taktyczno-techniczne
UC-10 był niewielkim, przybrzeżnym okrętem podwodnym o konstrukcji jednokadłubowej, którego koncepcja oparta była na projekcie jednostek typu UB I. Długość całkowita wynosiła 33,99 metra, szerokość 3,15 metra i zanurzenie 3,04 metra. Wysokość (od stępki do szczytu kiosku) wynosiła 6,3 metra. Wyporność w położeniu nawodnym wynosiła 168 ton, a w zanurzeniu 183 tony. Jednostka posiadała zaokrąglony dziób oraz cylindryczny kiosk o średnicy 1,3 m, obudowany opływową osłoną, a do jej wnętrza prowadziły dwa luki: jeden w kiosku i drugi w części rufowej, prowadzący do pomieszczeń załogi. Okręt napędzany był na powierzchni przez 6-cylindrowy, czterosuwowy silnik Diesla Daimler RS166 o mocy 90 koni mechanicznych (KM), a pod wodą poruszał się dzięki silnikowi elektrycznemu SSW o mocy 175 KM. Poruszający jedną trójłopatową, wykonaną z brązu śrubą (o średnicy 1,8 m i skoku 0,43 m) układ napędowy zapewniał prędkość 6,2 węzła na powierzchni i 5,22 węzła w zanurzeniu (przy użyciu na powierzchni silnika elektrycznego okręt był w stanie osiągnąć 7,5 węzła). Zasięg wynosił 780 Mm przy prędkości 5 węzłów w położeniu nawodnym oraz 50 Mm przy prędkości 4 węzłów pod wodą. Okręt zabierał 3,5 tony oleju napędowego, a energia elektryczna magazynowana była w akumulatorach składających się ze 112 ogniw, o pojemności 4000 Ah, które zapewniały 3 godziny podwodnego pływania przy pełnym obciążeniu.
Okręt posiadał dwa wewnętrzne zbiorniki balastowe. Dopuszczalna głębokość zanurzenia wynosiła 50 metrów, a czas zanurzenia 23-36 s. Okręt nie posiadał uzbrojenia torpedowego ani artyleryjskiego, przenosił natomiast w części dziobowej 12 min kotwicznych typu UC/120 w sześciu skośnych szybach minowych o średnicy 100 cm, usytuowanych jeden za drugim w osi symetrii okrętu, pod kątem do tyłu (sposób stawiania – „pod siebie”). Układ ten powodował, że miny trzeba było stawiać na zaplanowanej przed rejsem głębokości, gdyż na morzu nie było do nich dostępu (także zapalniki min trzeba było montować jeszcze przed wypłynięciem, co nie było rozwiązaniem bezpiecznym i stało się przyczyną zagłady kilku jednostek tego typu). Uzbrojenie uzupełniał jeden karabin maszynowy z zapasem amunicji wynoszącym 150 naboi. Okręt posiadał jeden peryskop Zeissa. Wyposażenie uzupełniała kotwica grzybkowa o masie 136 kg. Załoga okrętu składała się z 1 oficera (dowódcy) oraz 13 podoficerów i marynarzy.

## Przebieg służby

### 1915 rok
SM UC-10 został wcielony do służby w Cesarskiej Marynarce Wojennej 17 lipca 1915 roku. Tego dnia dowódcą U-Boota mianowany został por. mar. Ernst Rosenow. 4 listopada 1915 roku nowym dowódcą okrętu został por. mar. Max Viebeg. 9 grudnia 1915 roku nastąpiła kolejna zmiana dowódcy UC-10, którym został por. mar. Alfred Nitzsche. Po okresie szkolenia okręt przebazowano do Flandrii i 19 grudnia wszedł w skład stacjonującej tam flotylli. Pierwszą ofiarą postawionych przez okręt min był zbudowany w 1906 roku holenderski parowiec „Ellewoutsdijk” (2229 BRT), płynący pod balastem z Rotterdamu do Portland, który zatonął 30 grudnia w estuarium Tamizy na pozycji 51°42′N 1°57′E/51,700000 1,950000.

### 1916 rok
Pierwszy sukces w nowym 1916 roku odniesiony został 4 stycznia, kiedy to w estuarium Tamizy zatonął nowy holenderski parowiec „Leto” (3225 BRT), przewożący pszenicę na trasie Nowy Jork – Rotterdam. Następnego dnia na tym samym akwenie jego los podzielił norweski parowiec „Fridtjof Nansen” (3275 BRT), płynący z ładunkiem superfosfatu z Bone do Rotterdamu (zginęło 2 marynarzy). 21 stycznia na pozycji 51°42′N 1°57′E/51,700000 1,950000 zatonął holenderski parowiec „Apollo” (799 BRT), płynący z ładunkiem drobnicy z Walencji do Amsterdamu. Dzień później więcej szczęścia miał płynący z South Shields do Genui z ładunkiem węgla brytyjski parowiec „Falls City” (4729 BRT), który bez strat w ludziach doznał uszkodzeń na minie na pozycji 51°34′N 1°37′E/51,566667 1,616667. 25 lutego nieopodal Southwold (na pozycji 52°17′N 1°47′E/52,283333 1,783333) zatonął stary, zbudowany w 1883 roku brytyjski parowiec „Southford” (963 BRT), płynący z ładunkiem koksu z Tyne do Boulogne (zginęło 4 członków załogi). Następny dzień okazał się pechowy dla starego (z 1882 roku) szwedzkiego parowca „Birgit” (1117 BRT), transportującego drewno na trasie Sztokholm – Londyn, który ze stratą jednego marynarza zatonął w estuarium Tamizy (na pozycji 51°39′N 1°39′E/51,650000 1,650000). 29 lutego wskutek wejścia na minę na tym samym akwenie uszkodzony został zbudowany w 1879 roku brytyjski parowiec „Malvina” (1244 BRT), przewożący drobnicę z Londynu do Leith (obyło się bez strat w załodze). 7 marca miny postawione przez UC-10 zniszczyły dwa brytyjskie okręty: niszczyciel HMS „Coquette” (335 ts), na którym zginęło 22 członków załogi (na pozycji 51°45′N 1°30′E/51,750000 1,500000) oraz torpedowiec HMS TB 11 (263 ts), który ze stratą 23 marynarzy zatonął na pozycji 51°48′N 1°34′E/51,800000 1,566667. 11 marca w estuarium Tamizy uszkodzeń doznał zbudowany w 1899 roku holenderski parowiec „Zaandijk” (4189 BRT), przewożący drobnicę z Filadelfii do Rotterdamu. 18 marca na tym samym akwenie (na pozycji 51°51′N 1°58′E/51,850000 1,966667) zatonął holenderski parowiec „Palembang” (6674 BRT), płynący z Rotterdamu do Batawii. Kolejny sukces załoga UC-10 odniosła 3 kwietnia, kiedy to mina zniszczyła na pozycji 51°29′N 1°35′E/51,483333 1,583333 zbudowany w 1865 roku norweski parowiec „Ino” (702 BRT), płynący z Blyth do Rouen z ładunkiem węgla (nikt nie zginął). 26 kwietnia estuarium Tamizy na miny weszły dwie holenderskie jednostki: parowiec „Dubhe” (3233 BRT), płynący z ładunkiem kukurydzy z Baltimore do Rotterdamu (na pozycji 51°49′30″N 1°57′30″E/51,825000 1,958333), który uratowano osadzając na mieliźnie oraz zbudowany w 1892 roku holownik „Noordzee” (298 BRT), który próbując pomóc „Dubhe” zatonął na tej samej pozycji. 1 maja na minie pochodzącej z UC-10 na pozycji 51°51′00″N 1°54′45″E/51,850000 1,912500 zatonęła kolejna jednostka – brytyjski parowiec „Hendonhall” (3994 BRT), przewożący pszenicę z Portland do Rotterdamu (bez strat w ludziach). Nazajutrz w okolicy Southwold ze stratą 1 członka załogi zatonął brytyjski parowiec „Rochester City” (1239 BRT), płynący z ładunkiem węgla na trasie Sunderland – Rochester (na pozycji 52°10′N 1°47′E/52,166667 1,783333). Następny sukces miał miejsce 22 maja, kiedy to w okolicy Orfordness (na pozycji 52°08′30″N 1°48′00″E/52,141667 1,800000) zatonął mały brytyjski parowiec „Rhenass” (285 BRT), płynącego z ładunkiem surówki z Jarrow do Calais (na pokładzie zginęło 6 marynarzy). 27 maja na tym samym akwenie (na pozycji 52°08′N 1°53′E/52,133333 1,883333) zatonął też brytyjski parowiec „Lincairn” (2638 BRT), transportujący węgiel z Tyne do Gibraltaru (bez strat w ludziach). 1 czerwca w okolicy Harwich (na pozycji 51°52′00″N 1°39′30″E/51,866667 1,658333) uszkodzeń na minie doznał brytyjski parowiec „Parkgate” (3232 BRT), płynący z ładunkiem ziarna i nasion bawełny z Aleksandrii do Hull (statek uratowano osadzając na mieliźnie).
14 czerwca 1916 roku nastąpiła zmiana na stanowisku dowódcy UC-10: por. mar. Alfreda Nitzsche zastąpił por. mar. Reinhold Saltzwedel. Po niespełna dwóch tygodniach wyznaczono nowego kapitana okrętu, którym został por. mar. Werner Albrecht. 20 sierpnia postawiona przez okręt mina zniszczyła brytyjski kuter rybacki „Dragoon” (30 BRT), na północny wschód od Cromer (nikt nie zginął). 3 września w estuarium Humber (na pozycji 53°30′40″N 0°17′30″E/53,511111 0,291667) zatonął ze stratą 2 członków załogi brytyjski parowiec „Rievaulx Abbey” (1166 BRT), płynący z ładunkiem drobnicy z Rotterdamu do Hull. Wreszcie, 11 grudnia, mina pochodząca z UC-10 zniszczyła na pozycji 54°05′N 0°55′E/54,083333 0,916667 duński parowiec „Nora” (772 BRT), przewożący drewno z Härnösand do Gijón (śmierć poniosło 4 członków załogi).
Wiadomości o trzech ostatnich sukcesach nie dotarły nigdy do załogi UC-10, gdyż 21 sierpnia 1916 roku okręt został storpedowany przez brytyjski okręt podwodny HMS E54 w okolicy Schouwen Bank u wybrzeży Holandii, na pozycji 52°02′N 3°54′E/52,033333 3,900000 (wszyscy zginęli).